# Форштетер, Михаил Адольфович
Михаил Адольфович Форштетер (1893, Москва, Российская империя — 21 июля 1959 года, Люксембург) — русский поэт.
Родился в семье директора московского отделения Санкт-Петербургского международного банка. Окончил историко-филологический факультет Московского университета. В 1917 эмигрировал через Киев в Прагу, где окончил немецкий университет Карла-Фердинанда, получив степень доктора философии. Позже жил в Берлине, где его отец основал банк, и Париже; публиковал эссе и рассказы на французском языке. С 1946 работал переводчиком и редактором отдела французских переводов в ООН; позже возглавлял такой же отдел в люксембургской «Организации Угля и Стали».
При жизни тщательно скрывал свои стихи, не печатался. Единственный сборник стихов «Избранные стихотворения» вышел в 1960 в Париже по инициативе и с обширным предисловием Сергея Маковского.
В России стихи Михаила Форштетера полностью никогда не издавались.